# Серый дронго
Се́рый дро́нго (лат. Dicrurus leucophaeus) — вид воробьиных птиц из семейства дронговых (Dicruridae).

## Описание
Взрослый серый дронго тёмно-серого цвета, хвост длинный и вилочковый. Длина тела составляет 25,5—29 см (у номинативного подвида). Это смелые и агрессивные птицы, которые атакуют даже крупных птиц, если те приближаются к их гнёздам.

## Распространение
Серый дронго гнездится в горах от восточного Афганистана до Южного Китая и Индонезии. Некоторые мигрируют на зиму от Гималаев в Южную Индию и Шри-Ланку.

## Питание
Питается насекомыми и не только.